# Innovatoren
De Innovatoren is een kantoortoren in de Nederlandse plaats Venlo. Het gebouw staat ten noordwesten van de stad langs de A73.

## Geschiedenis
In 2010-2012 werd de toren gebouwd naar het ontwerp van architect Jo Coenen. In 2012 diende het gebouw als de ingang van de Floriade 2012. Na afloop van de Floriade 2012 is de Innovatoren een onderdeel geworden van de campus Brightlands Campus Greenport Venlo en zijn hier verscheidene bedrijven in gevestigd.
In het atrium is op 25 februari 2015 een onderzoekscentrum gevestigd van de HAS Hogeschool.

## Bouwwerk
Het gebouw heeft een hoogte van 70 meter en telt 11 verdiepingen. Het buitengeraamte, een rechthoekige witte poort van 70 meter hoog, bevat ook nog een veel hogere verdieping, die de zestiende verdieping wordt genoemd. Deze wordt in de huidige situatie als vergaderruimte gebruikt. Het rechthoekige gat tussen de 10e en de 16e verdieping komt uit de voorgeschiedenis van het pand: oorspronkelijk waren er meer kantoorverdiepingen gepland. Het is mogelijk alsnog tussenliggende verdiepingen te bouwen.
Het gebouw wordt gekenmerkt door een duurzaam gebruik van bouwmaterialen, energiebronnen en inrichting. Het is een van de Venlose projecten op het gebied van innovatieve duurzaamheid, waarbij is uitgegaan van het Cradle to Cradle-concept, enkel hiervoor gecertificeerde producten zijn toegepast.